# 隐私

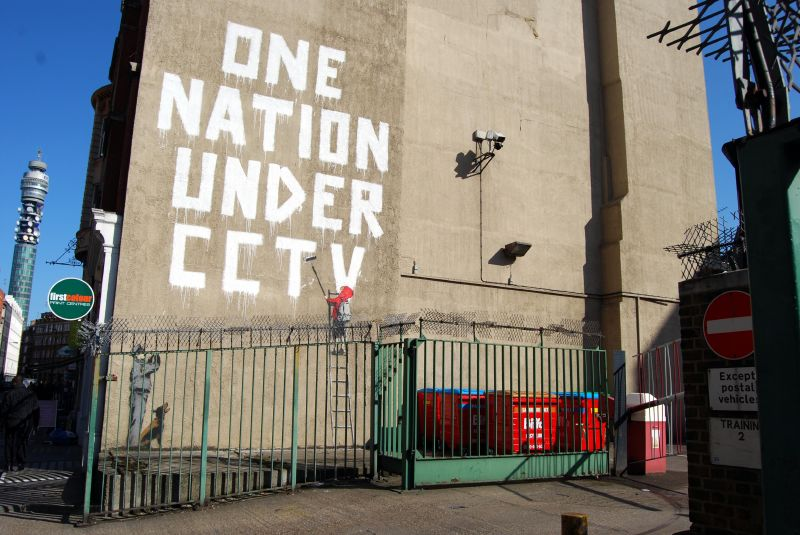
班克斯的One Nation Under CCTV塗鴉，在實際的閉路電視鏡頭旁

隐私（英語：Privacy）是一个个人或团体隔离自己或有关自己不願告訴別人或不願公開的信息或事務，从而得以选择性地表达自己的能力。
“隐私”所指代的部分领域与“保安”的概念所重叠，两者所重叠的部分包括适当使用和保护信息的概念。隐私的另一种形式也包括身体完整性。
历史上存在许多不同的隐私概念。大多数文化都承认个人有权将其个人生活的某些方面不公开记录。许多国家隐私法的部分内容都包含了不受政府、法人團體或个人所为之对隐私未经批准的侵犯的权利，这类隐私法在部分情况下甚至被写入宪法。
随着技术的兴起，有关隐私的争论已从身体意义上扩展到数码意义上。在大多数国家，数码隐私权被认为是原始隐私权的延伸，许多国家已经通过了进一步保护公共和私人实体数字隐私的法案。
侵犯隐私的技术有多种，企业或政府可能出于利润或政治原因而使用这些技术。 相反，为了保护隐私，人们可以采用加密或匿名措施。

## 词源
隐私一词源于拉丁语“ privatus ”及其概念，指与公共事物分开的事物；个人的、属于自己而不是国家的事物。从字面上看，“ privatus ”是拉丁语动词“ privere ”的过去分词，意为“被剥夺”。

## 历史

### 关于隐私的哲学观点
历史上，无数哲学家探索和讨论过隐私的概念。

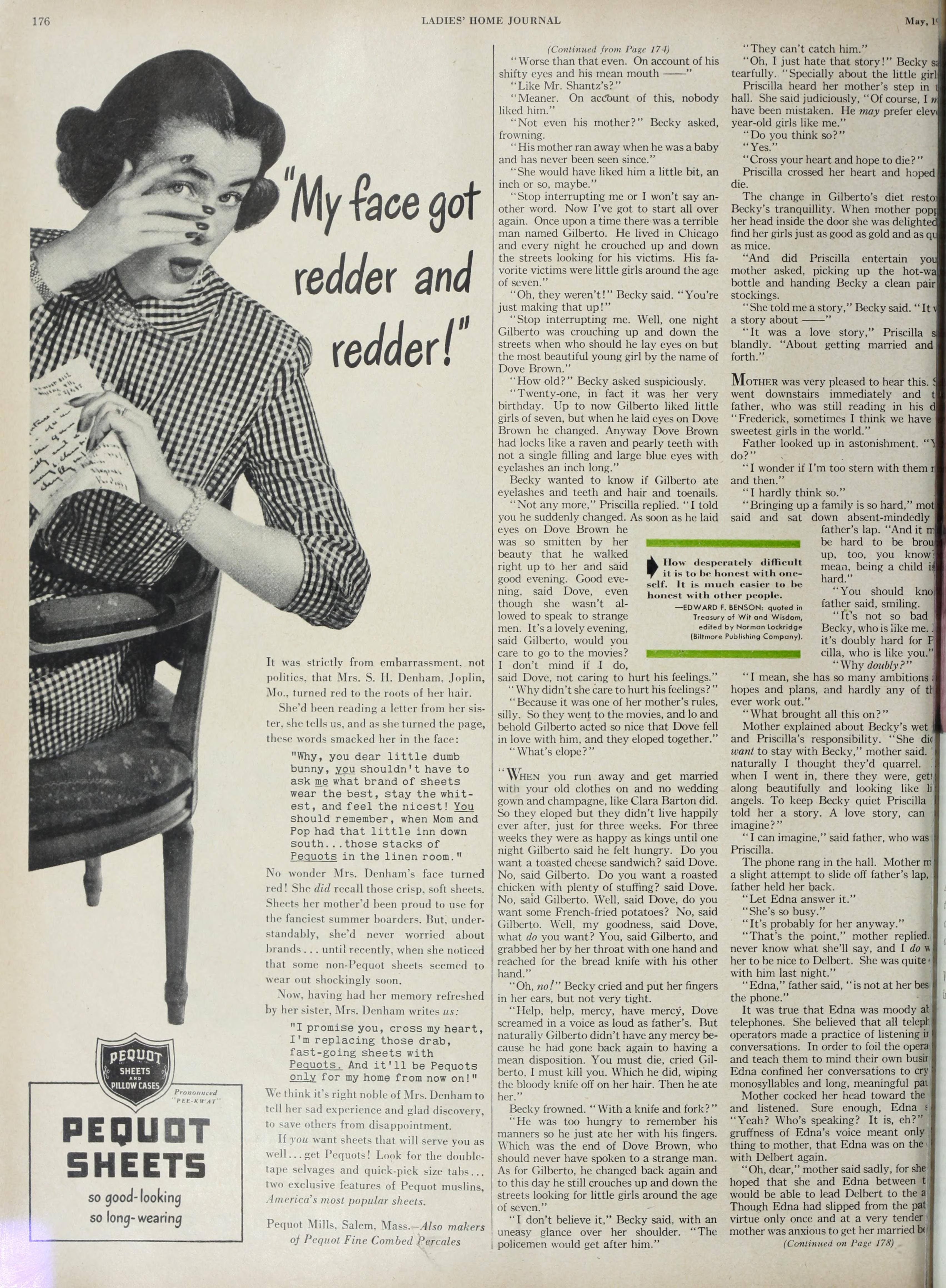
广告中有一句醒目的引语：“我的脸越来越红了！”我的脸越来越红了广告中有一句醒目的引语强调了对自己诚实的重要性，在两页半之后，广告最后总结道，人们怀疑电话接线员在监听每一个电话

隐私的历史根源可以追溯到古希腊的哲学讨论。其中最著名的是亚里士多德对两个生活领域的区分：城邦的公共领域与政治生活有关，而家庭的私人领域与家庭生活有关。在犹太教次经《西拉书》中，隐私与其他基本生活必需品一起受到重视。
伊斯兰教的圣书《古兰经》对隐私有如下规定：“你们不要互相监视”（49:12）；“你们不要进入除自己家以外的任何房屋，除非你们确信得到住户的同意”（24:27）。
英国哲学家约翰·洛克 (1632-1704) 关于自然权利和社会契约的著作为现代个人权利概念奠定了基础，包括隐私权。洛克在《政府论》第二卷(1689) 中指出，人人都享有生命、自由和财产等自然权利，有权享有自我权利。他认为，政府有责任保护这些权利，确保个人有私人空间从事个人活动。
在政治领域，哲学家们对私人判断权持有不同看法。德国哲学家格奥尔格·威廉·弗里德里希·黑格尔（1770-1831）区分了道德和理性，道德指的是个人的私人判断，理性指的是现有企业秩序所定义的个人权利和义务。相反，英国哲学家杰里米·边沁（1748-1832）将法律解释为对隐私的侵犯。他的功利主义理论认为，法律行为应根据其对人类福祉的贡献程度或必要效用来判断。
黑格尔的观念被 19 世纪著名的英国哲学家约翰·斯图尔特·密尔所修正。密尔的论文《论自由》（1859 年）主张保护个人自由免受多数人的暴政和国家的干涉的重要性。他的观点强调隐私权对于个人发展和自我表达至关重要。
围绕监视的讨论与隐私的哲学思想不谋而合。杰里米·边沁在 1791 年设计的监狱建筑“全景监狱”中提出了一种被称为“全景效应”的现象。这一现象探讨了监视作为一种普遍意识的可能性，即人们意识到自己被监视，但这种意识在任何时候都无法得到证实。法国哲学家米歇尔·福柯(1926-1984) 得出结论，全景监狱中存在监视的可能性意味着囚犯别无选择，只能遵守监狱的规则。

### 技术

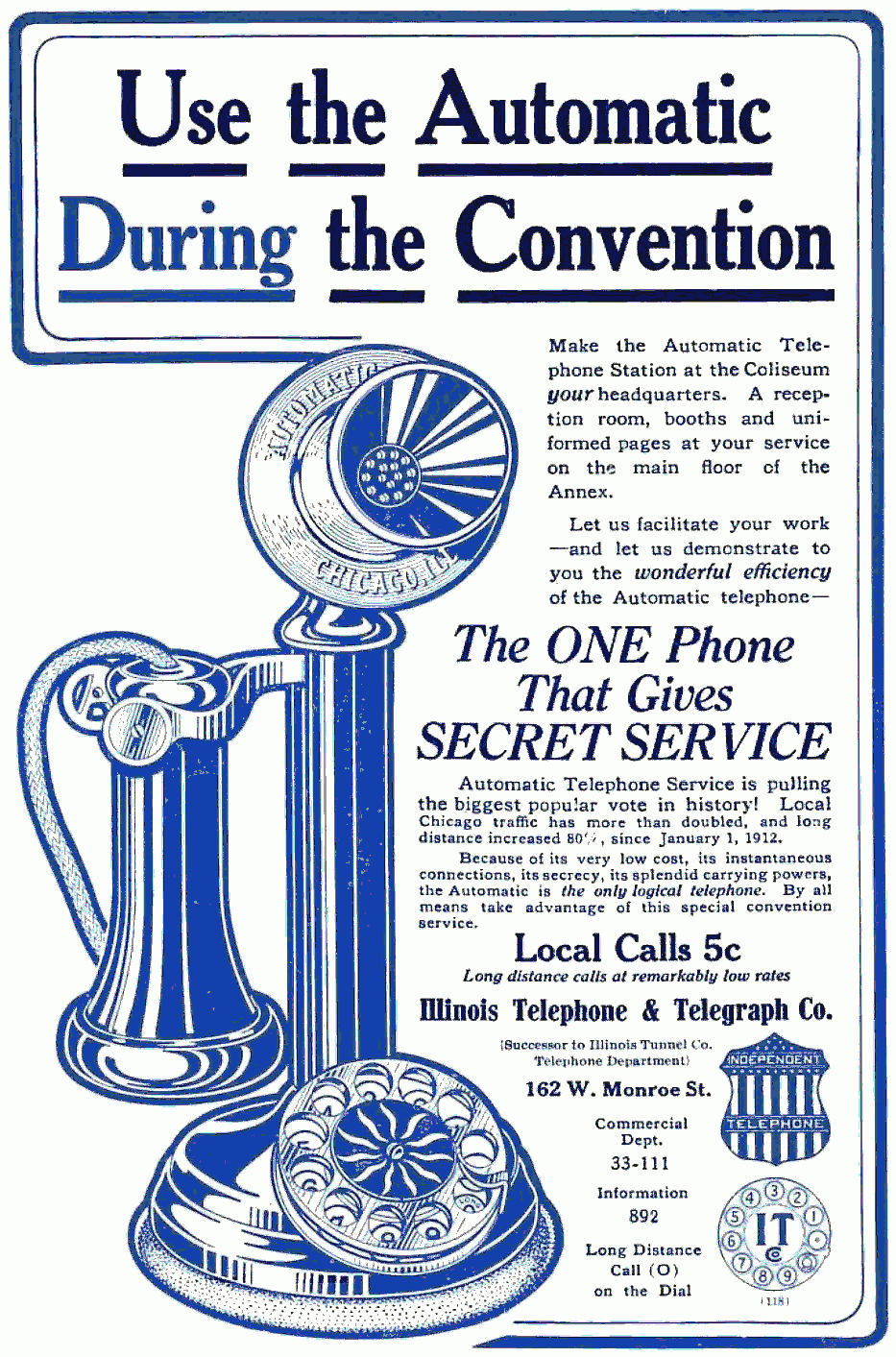
1912 年芝加哥共和党大会代表可享受拨号电话服务的广告。拨号电话服务的主要卖点是其“保密性”，无需接线员接听电话。

随着技术的进步，保护和侵犯隐私的方式也随之改变。就某些技术而言，例如印刷机或互联网，信息共享能力的增强可能导致侵犯隐私的新方式。人们普遍认为，美国第一本倡导隐私的出版物是塞缪尔·沃伦和路易斯·布兰代斯于 1890 年发表的文章《隐私权》，该文章主要是为了应对印刷技术带来的报纸和照片的增加而撰写的。
1948 年，乔治·奥威尔的《1984》出版。作为一部经典的反乌托邦小说，《1984》描述了温斯顿·史密斯 1984 年在极权国家大洋国的生活。由老大哥领导的执政党控制一切，通过大规模监视和限制言论和思想自由来控制权力。乔治·奥威尔对极权主义的负面影响进行了评论，特别是在隐私和审查方面。人们将《1984》与现代审查和隐私进行了类比，一个显著的例子是，大型社交媒体公司（而不是政府）能够通过其审查政策监控用户的数据并决定允许在网上说什么，最终是为了赚钱。
20 世纪 60 年代，人们开始思考技术的变化如何带来隐私概念的变化。 万斯·帕卡德的《赤裸社会》是当时一本流行的隐私书籍，引领了当时美国的隐私话语。此外，艾伦·威斯汀的《隐私与自由》将有关隐私的争论从身体意义上转移到政府如何控制一个人的身体（即罗伊诉韦德案）以及窃听和摄影等其他活动。随着重要记录的数字化，威斯汀认为个人数据变得太容易获取，个人应该对自己的数据拥有完全的管辖权，为现代隐私讨论奠定了基础。
新技术还可以创造收集私人信息的新方法。2001 年，法律案件凯洛诉美国案裁定，使用可以在未经授权的情况下泄露未知信息的热成像设备构成侵犯隐私的行为。2019 年，在语音识别软件方面展开竞争后，苹果和亚马逊要求员工倾听私密时刻并忠实地记录内容。
警察和政府
警方和公民经常对警方可以侵犯公民数字隐私的程度产生分歧。例如，2012 年，最高法院在美国诉琼斯案（565 US 400）中一致裁定，在安托万·琼斯因持有毒品而被捕的案件中，未经搜查令在其汽车上安装GPS追踪器，未经搜查令的追踪侵犯了第四修正案。最高法院还辩称，在交通运输方面存在一些“合理的隐私期望”，因为在格里斯沃尔德诉康涅狄格州案（1965 年）中已经确立了合理的隐私期望。最高法院还进一步澄清，第四修正案不仅适用于物理入侵，也适用于数字入侵，因此美国诉琼斯案成为一个里程碑式的案件。
2014 年，最高法院在莱利诉加利福尼亚州案 (573 US 373) 案中一致裁定，在没有搜查令的情况下搜查公民的手机是一种不合理的搜查，违反了第四修正案。在该案中，David Leon Riley 因驾驶过期牌照而被警察拦下，当时警察搜查了他的手机，发现他与一起枪击案有关。最高法院裁定，在没有搜查令的情况下搜查公民的手机是一种不合理的搜查，违反了第四修正案。最高法院的结论是，手机中包含的个人信息与琐碎物品不同，并且更进一步指出，存储在云端的信息不一定是一种证据。Riley v. California显然成为一个里程碑式的案件，保护了公民在面对警察时对隐私的数字保护。
执法部门与公民在数字隐私方面发生冲突的近期显著事件是 2018 年的卡彭特诉美国案（585 US ____）。在该案中，联邦调查局未经搜查令就使用手机记录以多项罪名逮捕了蒂莫西·艾弗里·卡彭特，最高法院裁定未经搜查令搜查手机记录违反了第四修正案，理由是第四修正案保护“合理的隐私预期”，发送给第三方的信息仍然属于可以纳入“合理的隐私预期”的数据。
除了执法之外，政府与公民之间的许多互动也被合法或非法地曝光，特别是通过举报人。一个著名的例子是爱德华·斯诺登，他公布了多项与美国国家安全局(NSA)大规模监控行动有关的行动，人们发现美国国家安全局继续侵犯数百万人的安全，主要是通过大规模监控计划，无论是通过第三方私人公司收集大量数据，还是入侵其他大使馆或国际国家的框架，以及各种数据泄露，这引发了文化冲击，并引发了与数字隐私有关的国际争论。

## 互联网
互联网及其构建的技术使新形式的社交互动速度越来越快，规模越来越大。由于互联网所依赖的计算机网络带来了如此广泛的新安全问题，互联网上的隐私讨论常常与安全混为一谈。事实上，许多实体（例如参与监控经济的公司）都灌输了以安全为中心的隐私概念，将他们维护隐私的义务降低为监管合规问题，同时又游说减少这些监管要求。
互联网对隐私的影响包括计算技术及其控制实体可以颠覆用户隐私期望的所有方式。特别是，被遗忘权既受到存储和搜索海量数据的计算能力的推动，也受到在线共享信息而不期望信息被无限期存储和保留的用户的颠覆性期望的推动。报复性色情和深度伪造等现象不仅仅是个人现象，因为它们既需要在未经他人同意的情况下获取图像的能力，也需要广泛传播这些内容的社会和经济基础设施。因此，网络公民权利倡议和电子前沿基金会等隐私倡导组织认为，解决互联网带来的新的隐私危害既需要加密和匿名技术的改进，也需要社会努力，例如制定法律法规来限制企业和政府权力。
互联网始于 20 世纪 80 年代，最初是政府和学术界共同努力的结果；而到了 20 世纪 90 年代，私营公司开始封闭互联网的硬件和软件，现在大多数互联网基础设施都由营利性公司拥有和管理。 因此，政府保护公民隐私的能力在很大程度上仅限于产业政策，对处理通信或个人数据的公司进行控制。隐私法规通常受到进一步限制，仅保护特定人群，如儿童或特定行业，如信用卡机构。

### 社交网络
一些在线社交网站 (OSN) 位列全球访问量最大的 10 个网站之列。例如，截至 2015 年 8 月，Facebook 是最大的社交网站，拥有近 27 亿会员，每天上传超过 47.5 亿条内容。尽管Twitter 的规模小得多，只有 3.16 亿注册用户，但美国国会图书馆最近宣布，它将收购并永久存储自 2006 年以来 Twitter 公开帖子的全部档案。
对有关在线社交网络个人隐私价值现状的学术研究进行回顾和评估，结果显示：“首先，成年人似乎比年轻用户更担心潜在的隐私威胁；其次，政策制定者应该对大量用户低估其在 OSN 上的信息隐私风险感到警惕；第三，在使用 OSN 及其服务的情况下，传统的一维隐私方法不足”。去匿名化研究进一步加剧了这种情况，该研究表明，可以根据各种数码足迹（例如文本样本、浏览日志或 Facebook 点赞）推断出个人特征，例如性取向、种族、宗教和政治观点、性格或智力。
社交媒体隐私侵犯已在美国影响到就业。微软报告称，目前 75% 的美国招聘人员和人力资源专业人士会在网上研究求职者，他们经常使用搜索引擎、社交网站、照片/视频分享网站、个人网站和博客以及Twitter提供的信息。他们还报告称，70% 的美国招聘人员曾根据互联网信息拒绝求职者。这使得许多求职者除了控制自己的在线声誉外，还需要控制各种在线隐私设置，而这两者结合起来已导致针对社交媒体网站和美国雇主的法律诉讼。

##### 自拍文化
自拍如今十分流行。在 Instagram 上搜索带有标签 #selfie 的照片会返回超过 2300 万条结果，而带有标签 #me 的照片则会返回 5100 万条结果。 然而，由于现代企业和政府的监控，这可能会对隐私构成风险 在一项以 3763 为样本的研究中，研究人员发现，对于在社交媒体上发布自拍照的用户来说，女性通常比男性更担心隐私问题，并且用户的隐私问题与他们的自拍行为和活动呈反比.

#### 网络骚扰
侵犯他人隐私的行为可能会在互联网上广泛而迅速地传播。当社交媒体网站和其他在线社区未能对内容审核进行投入时，侵犯隐私的行为可能会使人们遭受比平时更大、更严重的骚扰。报复性色情可能导致厌女症或恐同症的骚扰，例如Amanda Todd 的自杀和Tyler Clementi 的自杀。当某人的实际位置或其他敏感信息通过网络人肉搜索在互联网上泄露时，骚扰可能会升级为直接的身体伤害，例如跟踪或虚假举报。
尽管侵犯隐私可能会加剧网络骚扰，但网络骚扰经常被用作限制言论自由的借口，通过匿名消除隐私期望，或使执法人员能够在没有搜查令的情况下侵犯隐私。在阿曼达·托德去世后，加拿大议会提出了一项旨在制止欺凌的议案，但托德的母亲本人在议会作证时否决了该法案，因为该法案规定了无证侵犯隐私的行为，她说：“我不想看到我们的孩子再次因失去隐私权而成为受害者。” 
即便这些法律在隐私问题上得到通过，也并未显示出网络骚扰的减少。韩国通信委员会于 2007 年引入了网络评论者注册系统，报告称恶意评论仅减少了 0.9%，2011 年该系统被废除。随后的分析发现，发表最多评论的用户在被迫使用真实姓名时，实际上增加了“攻击性言论”的数量。
在美国，虽然联邦法律只禁止基于性别和种族等受保护特征的网络骚扰 但各州已经扩大了骚扰的定义，以进一步限制言论：佛罗里达州对网络骚扰的定义包括“任何使用数据或计算机软件的行为”，“这些行为会严重扰乱学校的正常运作。”

### 隐私和基于位置的服务
移动设备越来越多地为位置跟踪提供便利。这带来了用户隐私问题。用户的位置和偏好构成个人信息，不当使用这些信息会侵犯用户的隐私。de Montjoye 等人最近在麻省理工学院进行的一项研究表明，构成近似地点和时间的四个时空点足以唯一地识别移动数据库中 150 万人中的 95%。该研究进一步表明，即使数据集的分辨率较低，这些约束仍然成立。因此，即使是粗糙或模糊的数据集也几乎无法提供隐私保护。
已经提出了几种保护基于位置服务的用户隐私的方法，包括使用匿名服务器和模糊信息。还提出了量化隐私的方法，以计算获取准确位置信息的好处与侵犯个人隐私的风险之间的平衡。

#### 位置隐私的伦理争议
位置隐私丑闻层出不穷。一个例子是有关AccuWeather的丑闻，据透露，AccuWeather 正在出售位置数据。这包括用户的位置数据，即使用户选择退出 Accuweather，它也会跟踪用户的位置。Accuweather 将这些数据卖给了 Reveal Mobile，后者是一家通过与用户位置相关的数据赚钱的公司。  其他国际案件与 Accuweather 案类似。2017 年，McDelivery App 内部的一个漏洞 API 泄露了 220 万用户的私人数据，其中包括家庭住址。.
在这些丑闻爆发之后，谷歌、苹果、Facebook 等许多美国大型科技公司都在美国立法体系下接受了听证和压力。2011 年，美国参议员艾尔·弗兰肯给史蒂夫·乔布斯写了一封公开信，指出iPhone和iPad能够记录用户的位置并将其存储在未加密的文件中。 苹果声称这是一个无意的软件错误，但民主与技术中心的贾斯汀·布鲁克曼直接对这种描述提出了质疑，他说：“我很高兴他们正在修复他们所谓的错误，但我对他们强烈否认他们跟踪用户表示异议。” 2021 年，美国亚利桑那州在一场法庭案件中发现，谷歌误导了用户，无论用户的位置设置如何，都会存储他们的位置。

### 广告
互联网已成为重要的广告媒介，2019 年数字营销约占全球广告支出的一半。虽然网站仍然能够出售不带追踪功能的广告空间（包括通过上下文广告） ，但Facebook和Google等数字广告经纪商却鼓励定向广告的做法，提供网站所有者用来通过HTTP cookie追踪用户的代码片段。这些追踪数据还会作为大规模监控行业的一部分出售给其他第三方。自手机诞生以来，数据经纪商也被植入应用程序之中，从而形成了一个价值 3,500 亿美元的数字产业，尤其关注移动设备。
数字隐私已成为许多移动用户的主要担忧，尤其是随着 Facebook–剑桥分析公司数据丑闻等隐私丑闻的兴起。 苹果因禁止广告商在未经用户同意的情况下跟踪用户数据的功能而收到了一些回应。谷歌试图推出一种名为FLoC的 Cookie 替代品，声称此举可以减少隐私危害，但后来由于反垄断调查和分析与其隐私主张相矛盾，谷歌撤回了该提议。

### 元数据
过去十年，在线查询个人信息的能力得到了显著提升。重要的是，直接观察到的行为（例如浏览日志、搜索查询或公开 Facebook 个人资料的内容）可以自动处理，以推断出有关个人的次要信息，例如性取向、政治和宗教观点、种族、药物使用、智力和性格。
在澳大利亚，2015 年《电信（拦截和访问）修正案（数据保留）》区分了收集用户之间发送的消息的内容和收集这些消息的元数据。

## 隐私权的合法权利
大多数国家都在宪法中赋予公民隐私权。代表性例子有：巴西宪法规定“人的隐私、私人生活、荣誉和形象不可侵犯”；南非宪法规定“人人都有隐私权”；韩国宪法规定“任何公民的隐私不得侵犯”。意大利宪法也对隐私权作出了定义。在大多数宪法没有明确规定隐私权的国家中，法院判决均将这些国家的宪法解释为有意赋予隐私权。

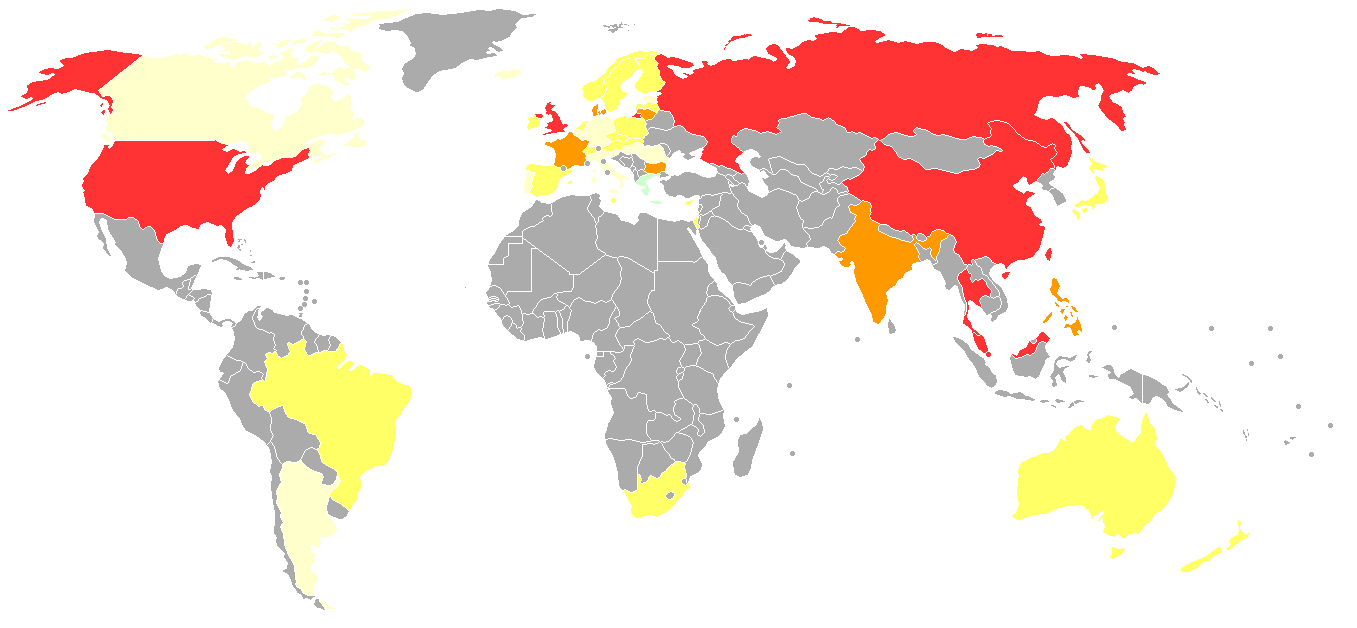
隐私国际2007 年隐私排名。在光谱的一端，绿色表示遵守人权标准的国家，而在另一端，红色表示被视为地方性监控社会的国家。该排名是隐私国际进行的最后一份全球报告，结果显示，宪法中明确规定隐私合法权利的国家趋向于黄色和绿色，而没有的国家趋向于红色。

许多国家在宪法之外制定了广泛的隐私法，包括澳大利亚1988 年《隐私法》、阿根廷 2000 年《个人数据保护法》、加拿大 2000 年《个人信息保护和电子文件法》以及日本 2003 年《个人信息保护法》。
除了国家隐私法外，还有国际隐私协议。联合国《世界人权宣言》规定：“任何人的隐私、家庭、住宅和通信不得任意干涉，任何人的荣誉和名誉不得加以攻击。” 经济合作与发展组织于1980 年发布了其隐私指南。欧盟 1995 年的数据保护指令指导了欧洲的隐私保护。亚太经合组织2004 年制定的隐私框架是该组织成员的隐私保护协议。

### 自由市场与消费者保护
保护隐私的方法大体上可以分为两类：自由市场或消费者保护。
自由市场方法的一个例子是自愿的 OECD《隐私保护和个人数据跨境流动指南》。这篇文章分析了指南中反映的原则，这些原则不受立法干预，并将它们与后来在欧盟立法的GDPR概念进行了对比。 
相反，在消费者保护方法中，人们声称个人可能没有时间或知识做出明智的选择，或者可能没有合理的替代方案。为了支持这一观点，詹森和波茨指出，大多数隐私政策都超出了普通人的阅读水平。

### 按国家

#### 澳大利亚
1988 年隐私法由澳大利亚信息专员办公室负责执行。1998 年首次引入的隐私法根据《信息隐私原则》扩展到公共部门，特别是联邦政府部门。州政府机构也可能受州隐私立法的约束。这是建立在适用于电信提供商的现有隐私要求（根据1997 年电信法第 13 部分）和已适用于银行、法律和患者/医生关系的保密要求之上的。
2008 年，澳大利亚法律改革委员会 (ALRC) 对澳大利亚隐私法进行了审查，并发布了一份题为《供您参考》的报告。澳大利亚政府通过《2012 年隐私修正案（加强隐私保护）法案》采纳并实施了这些建议。
2015 年《电信（拦截和访问）修正案（数据保留）》2015 年《电信（拦截和访问）修正案（数据保留）》获得通过，但其对人权的影响和媒体的作用引起了一些争议。

#### 加拿大
加拿大是一个联邦国家，除魁北克省外，其他省和地区均遵守普通法，魁北克省的法律传统是民法。加拿大的隐私问题首先通过《隐私法》得到解决，该法于 1985 年颁布，适用于政府机构持有的个人信息。各省和地区后来也纷纷效仿，制定了自己的立法。一般来说，上述立法的目的是赋予个人访问个人信息的权利；更正不准确的个人信息；防止未经授权收集、使用和披露个人信息。在监管私营部门的个人信息方面，联邦《个人信息保护和电子文件法》 （“PIPEDA”）在所有司法管辖区均有效，除非省一级颁布了实质上相似的条款。但是，省际或国际信息传输仍然需要遵守 PIPEDA。在隐私专员办公室和加拿大学者的参与下，PIPEDA 于 2021 年和 2023 年经历了两次法律改革。在没有法定私人诉讼权利且未进行 OPC 调查的情况下，侵犯或违反隐私权的行为可援引侵扰隐私和公开披露私人事实的普通法侵权行为以及《魁北克民法典》。隐私也受到《加拿大权利和自由宪章》第 7 和 8 条的保护该条通常适用于刑法背景。在魁北克，个人隐私受到 （页面存档备份，存于）《魁北克民法典》
第 3 条和第 35 至 41 条的保护以及 （页面存档备份，存于）《人权和自由宪章》第 5 条的保护。

#### 联盟
2016 年，欧盟通过了《通用数据保护条例》（GDPR），要求公司在获取用户个人信息之前征得同意，旨在减少个人数据的滥用，加强个人隐私。
尽管欧盟有全面的数据保护法规，但一项研究发现，尽管有法律，但缺乏执行力，因为没有一家机构认为自己有责任控制相关方并执行法律。欧盟还倡导“被遗忘权”概念，支持其他国家效仿。

### 书目
- Lessig, Lawrence. .  2.0. Lawrence Lessig. 2006  [30 June 2022]. ISBN 978-0-465-03914-2 （美国英语）.
- Solove, Daniel J. . Harvard University Press. 2010. ISBN 978-0674035072.

## 拓展阅读
- Singleton, Solveig. . Hamowy, Ronald  (编). . Thousand Oaks, CA: Sage; 加圖研究所: 390–392. 2008  [2024-04-03]. ISBN 978-1412965804. LCCN 2008009151. OCLC 750831024. doi:10.4135/9781412965811.n242. （原始内容存档于2023-01-09）.

### 书目
- Lessig, Lawrence. .  2.0. Lawrence Lessig. 2006  [30 June 2022]. ISBN 978-0-465-03914-2 （美国英语）.
- Solove, Daniel J. . Harvard University Press. 2010. ISBN 978-0674035072.

## 拓展阅读
- Singleton, Solveig. . Hamowy, Ronald  (编). . Thousand Oaks, CA: Sage; 加圖研究所: 390–392. 2008  [2024-04-03]. ISBN 978-1412965804. LCCN 2008009151. OCLC 750831024. doi:10.4135/9781412965811.n242. （原始内容存档于2023-01-09）.

### 书目
- Lessig, Lawrence. .  2.0. Lawrence Lessig. 2006  [30 June 2022]. ISBN 978-0-465-03914-2 （美国英语）.
- Solove, Daniel J. . Harvard University Press. 2010. ISBN 978-0674035072.

## 拓展阅读
- Singleton, Solveig. . Hamowy, Ronald  (编). . Thousand Oaks, CA: Sage; 加圖研究所: 390–392. 2008  [2024-04-03]. ISBN 978-1412965804. LCCN 2008009151. OCLC 750831024. doi:10.4135/9781412965811.n242. （原始内容存档于2023-01-09）.